# Naroma varipes
Naroma varipes (Molia ficusului) este o specie de molie din familie Lymantriidae, care este originară din Africa tropicală și de sud. Larvele sale se hrănesc cu plantele din genul Ficus⁠(d), cum ar fi speciile Ficus thonningii⁠(d), Ficus sur⁠(d) și Ficus natalensis⁠(d).
Au aripile din spate și aripioarele albe, marcate cu un rând de puncte întunecate.

## Legături externe
- en Baza de date a genului Lepidoptera la Muzeul de istorie naturală